# Bülstedt
Bülstedt est une municipalité allemande du land de Basse-Saxe et l'arrondissement de Rotenburg. En 2014, elle comptait 746 hab.

## Source
- (de) Cet article est partiellement ou en totalité issu de l’article de Wikipédia en allemand intitulé « Bülstedt » (voir la liste des auteurs).